# Grassaga
Grassaga is een plaats (frazione) in de Italiaanse gemeente San Donà di Piave.